# Клинтон, Томас, 8-й барон Клинтон
Томас Клинтон (англ. Thomas Clinton; примерно 1490 — 7 августа 1517) — английский аристократ, 8-й барон Клинтон с 1514 года. Сын Джона Клинтона, 7-го барона Клинтона, и его первой жены Элизабет Морган. После смерти отца унаследовал семейные владения, расположенные главным образом в Уорикшире, и баронский титул. В 1513 году был посвящён в рыцари. Умер молодым от потницы и был похоронен в Ричмонде (Суррей).
Клинтон был женат на Джоан Пойнингс, дочери сэра Эдварда Пойнингса и правнучке 4-го барона Пойнингса. В этом браке родился сын Эдвард (примерно 1512—1585), 9-й барон Клинтон и 1-й граф Линкольн.